# Istros Books
Istros Books — независимое издательство со штаб-квартирой в Лондоне, публикующее книги писателей из Юго-Восточной Европы и с Балкан в переводе на английский язык. Оно было создано в 2011 году Сьюзан Кертис.

## Публикации
К известным публикациям относятся:
- Двойник Даши Дрндич (Хорватия), перевод Селии Хоуксворт[англ.] и С.Д. Кертис, 2018.
- «Семь ужасов[англ.]» Селведина Авдича[серб.] (Босния), перевод Корал Петкович[англ.].

В шорт-лист премии «Республика сознания» (2019) вошли:
- «Дневник близорукого подростка[англ.]» (2016) и «Гаудеамус» (2018) Мирчи Элиаде (Румыния), переведённые Кристофером Монкриффом и Кристофером Бартоломью[4][5][6].
- «Изгнание» Чилер Ильхан (Турция), перевод Айшегуль Тососер Артес, лауреат Европейской премии по литературе 2011 г.[7]
- «Сын» Андрея Николаидиса (Черногория), перевод Уилла Фёрта[англ.], 2013[8]. Оригинальное произведение стало лауреатом Европейской премии по литературе 2011 года[9].
- «Жизнь начинается в пятницу» Иоаны Пырвулеску (Румыния), перевод Алистера Яна Блайта, с послесловием Мирчи Кэртэреску, лауреат Европейской премии по литературе 2013 г.[10][11]
- «Тихая река Уна», Фарук Шехич[босн.] (Босния и Герцеговина), 2016 г. Оригинальное произведение стало лауреатом Европейской премии по литературе 2013 года[12].
- «Волшебник на ярмарке», автор Елена Ленгольд (Сербия), перевод Селии Хоуксворт[англ.], 2013 г. Оригинальное произведение стало лауреатом Европейской премии по литературе 2011 года[13].

## Другие писатели
Другие авторы, чьи произведения были опубликованы издательством Istros Books: Душан Шаротар, Роберт Перишич, Хулио Льямасарес, Алеш Штегер, Огнен Спахич, Горан Войнович, Сречко Хорват, Славой Жижек, Алек Попов, Мария Кнежевич, Октавиан Палер, Айфер Тунч, Эвальд Флисар и Маринко Кошчеч. 